# Erioptera (Erioptera) nigripalpis
Erioptera (Erioptera) nigripalpis is een tweevleugelige uit de familie steltmuggen (Limoniidae). De soort komt voor in het Oriëntaals gebied.